# 1月11日
1月11日（いちがつじゅういちにち）は、グレゴリオ暦で年始から11日目に当たり、年末まであと354日（閏年では355日）ある。

## できごと
- 1055年 - テオドラが東ローマ帝国女帝に即位。
- 1547年（天文15年12月20日） - 足利義輝が近江坂本の地で将軍に就任する。
- 1787年 - ウィリアム・ハーシェルが天王星の2つの衛星、チタニアおよびオベロンを発見[1][2]。
- 1851年 - 太平天国の乱。清国広西省桂平県金田村で洪秀全が率いる集団が武装蜂起。
- 1861年 - 南北戦争: アラバマ州がアメリカ合衆国を脱退。
- 1877年 - 官営鉄道（旧国鉄の前身）の建設・運営母体が工部省鉄道寮から工部省鉄道局へと改組。
- 1878年 - 太政官布告により伊豆諸島が静岡県から東京府に移管。
- 1879年 - ズールー戦争勃発。
- 1908年 - グランド・キャニオン国定公園を設置。
- 1913年 - チベットとモンゴルが「チベット・モンゴル相互承認条約」を締結
- 1917年 - 中国撫順市の炭鉱で粉塵爆発が発生、917人が死亡[3]。
- 1919年 - トランシルバニアがルーマニアに併合。
- 1920年 - 北海道の新夕張炭鉱で爆発事故。死者36人、負傷者23人[4]。
- 1922年 - 糖尿病患者に世界初のインスリン投与。
- 1923年 - フランス・ベルギー軍が、ドイツの第一次世界大戦賠償支払の遅延を理由にルール鉱工業地帯を占領。
- 1930年 - 金解禁: 濱口雄幸内閣が金輸出を解禁し金本位制に復帰する。
- 1930年 - 聖徳太子の肖像の乙百圓券が発行される[5]。
- 1935年 - アメリア・イアハートがハワイ・カリフォルニア間の単独飛行に成功。
- 1938年 - 厚生省設置。
- 1942年 - 第二次世界大戦: 日本陸軍の第五師団によってクアラルンプール占領。
- 1942年 - 第二次世界大戦: 蘭印作戦開始。日本軍がオランダ領東インドのタラカン島とメナドに侵攻する。
- 1943年 - 中華民国駐米大使魏道明がアメリカのハル国務長官とワシントンで中米平等新約（中国語版）を、外交部長宋子文がイギリスのシーモア(Seymour)駐華大使とインド帝国代表リチャードソン（英語版）と重慶で中英平等新約を締結し、アメリカとイギリスが中国における権益を放棄する。
- 1946年 - エンヴェル・ホッジャがアルバニア社会主義人民共和国樹立を宣言し、最高指導者に就任。
- 1958年 - 進歩党事件: 大韓民国の野党・進歩党の曺奉岩委員長・尹吉重幹事長ら党首脳部を国家保安法違反で一斉逮捕。
- 1962年 - 中国共産党の「七千人大会」が開会。毛沢東党主席が大躍進政策の失敗を認め自己批判する。
- 1964年 - カリフォルニア州ウェスト・ハリウッドのナイトクラブ「ウィスキー・ア・ゴーゴー」が開館。
- 1965年 - 大島大火: 東京都大島町元町で、町の70％が消滅する大火事災害が発生。
- 1969年 - 石田和外が第5代最高裁判所長官に就任。
- 1969年 - 東京上野駅～新潟石打駅間で、臨時特急新雪が運転開始。1988年初めまで運転されていた。
- 1972年 - 東パキスタンがバングラデシュに改称。
- 1973年 - 中華人民共和国に日本大使館を設置。
- 1978年 - ソユーズ計画: ソ連の宇宙船「ソユーズ26号」「ソユーズ27号」、軌道科学ステーション「サリュート6号」が、史上初の3つの宇宙船によるドッキング。
- 1991年 - リトアニア独立革命: ソビエト連邦軍がリトアニアへの軍事介入を開始。
- 1996年 - 橋本龍太郎が第82代内閣総理大臣に就任し、第1次橋本内閣が発足。
- 1999年 - 井原鉄道井原線が開業。
- 2004年 - 初の2038年問題によりATMの誤作動が発生。
- 2007年 - 2007年における食品偽装問題: 不二家が期限切れの原材料を使用して洋菓子を製造していたことが発覚。
- 2007年 - 中華人民共和国が衛星攻撃兵器の実験として気象衛星「風雲1号C」をミサイルで破壊。大量のスペースデブリが発生する。
- 2008年 - 参議院で否決された新テロ対策特措法案が、衆議院の再議決により可決。
- 2009年 - インドネシアのカリマンタン島沖で地元フェリーが沈没。死者100名以上。
- 2012年 - 広島刑務所中国人受刑者脱獄事件: 広島刑務所で収監中の中国人受刑者が脱獄。オウム真理教の元信者以来、16年ぶりに特別手配される[6]。
- 2013年 - 最高裁第2小法廷で、一般用医薬品（大衆薬）のネット販売を認める判決が下る。ネット販売を一律に禁じた厚生労働省令を違法と判断[7]。
- 2013年 - フランスによるマリ共和国への軍事介入セルヴァル（ヤマネコ）作戦が開始される[8]。
- 2020年 - 台湾の総統選挙で、与党・民主進歩党（民進党）の蔡英文総統が再選を決める[9]。
- 2022年 - 韓国大法院（最高裁）が、三菱重工業に賠償を命じた元女子勤労挺身隊員らへの判決について、韓国内資産の差押を不服とした同社の再抗告を棄却した[10]。
- 2023年 - アメリカ連邦航空局（FAA）のシステム不具合により、米国内の航空機全ての出発便が一時運航停止になる[11]。

## 誕生日
- 347年 - テオドシウス1世、東西に分裂した帝国を統一した最後のローマ皇帝（+ 395年）
- 1322年（元亨元年12月23日） - 光明天皇、北朝第2代天皇（+ 1380年）
- 1359年（延文3年/正平13年12月12日） - 後円融天皇、北朝第5代天皇（+ 1393年）
- 1503年 - パルミジャニーノ、画家（+ 1540年）
- 1599年 - 第3代エセックス伯ロバート・デヴァルー - イングランドの貴族、軍人（+ 1646年）
- 1638年 - ニコラウス・ステノ、科学者（+ 1686年）
- 1645年（寛永21年12月14日） - 林鳳岡、儒学者（+ 1732年）
- 1755年 - アレクサンダー・ハミルトン、弁護士、ジャーナリスト、政治家（+ 1804年）
- 1815年 - ジョン・A・マクドナルド、政治家、カナダ首相（+ 1891年）
- 1835年（天保5年12月13日） - 英照皇太后、孝明天皇女御（+ 1897年）
- 1842年 - ウィリアム・ジェームズ、思想家（+ 1910年）
- 1850年（嘉永2年11月28日） - 阿部正静、陸奥棚倉藩第8代藩主（+ 1878年）
- 1853年（嘉永5年12月2日） - 東海散士、小説家、衆議院議員（+ 1922年）
- 1868年 - シルバー・キング、元プロ野球選手（+ 1938年）
- 1871年（明治3年11月21日） - 田岡嶺雲、著作家、評論家（+ 1912年）
- 1876年 - エルマー・フリック、元プロ野球選手（+ 1971年）
- 1886年 - エルザ・レントシュミット、フィギュアスケート選手（+ 1969年）
- 1890年 - マックス・キャリー、元プロ野球選手（+ 1976年）
- 1893年 - 大田黒元雄、音楽評論家（+ 1979年）
- 1895年 - きだみのる、作家、翻訳家（+ 1975年）
- 1895年 - 加藤厚太郎、実業家（+ 1959年）
- 1896年 - 諸井貫一、実業家、日経連初代会長（+ 1968年）
- 1901年 - ヨアヒム・エルンスト (アンハルト公)、アンハルト公国最後の公爵（+ 1947年）
- 1902年 - モーリス・デュリュフレ、作曲家（+ 1986年）
- 1905年 - マンフレッド・リー、小説家（+ 1971年）
- 1907年 - 山岡荘八、小説家（+ 1978年）
- 1907年 - ピエール・マンデス＝フランス、政治家、フランス首相（+ 1982年）
- 1911年 - 鈴木善幸、政治家、第70代内閣総理大臣（+ 2004年）
- 1918年 - 加太こうじ、評論家、庶民文化研究家（+ 1998年）
- 1920年 - 稲川豪一、元プロ野球選手（+没年不明）
- 1921年 - 谷桃子、バレリーナ（+ 2015年）
- 1924年 - スリム・ハーポ、ブルースミュージシャン（+ 1970年）
- 1925年 - 川本喜八郎、アニメーション作家、人形作家（+ 2010年）
- 1928年 - 楠トシエ、歌手、女優
- 1929年 - ワンダ・ウィウコミルスカ、ヴァイオリニスト （+ 2018年）
- 1931年 - 田口富久治、政治学者（+2022年）
- 1932年 - 石森達幸、声優（+ 2013年）
- 1932年 - 岡本忠成、アニメーション作家（+1990年）
- 1933年 - 岡田茉莉子、女優
- 1933年 - 小林清志、俳優、声優、ナレーター（+2022年）
- 1933年 - 高久進、脚本家（+2009年）
- 1934年 - アントニー・ホーア、計算機科学者
- 1936年 - エヴァ・ヘス、現代美術家（+ 1970年）
- 1936年 - ケイティ・ウェブスター、歌手、ピアニスト（+ 1999年）
- 1936年 - 大石正彦、元プロ野球選手
- 1936年 - 渡辺正、元サッカー選手、指導者（+ 1995年）
- 1937年 - 江利チエミ、歌手（+ 1982年）
- 1939年 - 河原崎長一郎、俳優（+ 2003年）
- 1939年 - ちばてつや、漫画家
- 1941年 - 周防郁雄、実業家
- 1941年 - 大出俊、俳優
- 1941年 - 高橋資祐、アニメーター、アニメーション演出家（+ 2007年）
- 1941年 - アブドーラ・ザ・ブッチャー、プロレスラー
- 1941年 - 雪室俊一、脚本家
- 1943年 - 高橋良輔、アニメ監督
- 1944年 - 浜口春好、元プロ野球選手
- 1945年 - 日野茂、元プロ野球選手
- 1947年 - 穀田恵二、政治家
- 1948年 - 連城三紀彦、小説家（+ 2013年）
- 1948年 - 輪島大士、元大相撲力士、第54代横綱、元プロレスラー（+ 2018年）
- 1948年 - 曽根泰教、政治学者
- 1949年 - 白滝政孝、元プロ野球選手
- 1951年 - ジャック・ズレンシック、元プロ野球選手、元GM
- 1951年 - 大本則夫、元プロ野球選手
- 1954年 - カイラシュ・サティーアーティ、子供の権利の活動家
- 1956年 - 照井健、アナウンサー
- 1956年 - 林尚樹、実業家
- 1957年 - 氷室冴子、小説家（+ 2008年）
- 1957年 - 広橋公寿、元プロ野球選手
- 1958年 - 小野健一、声優
- 1959年 - ロイド・マクレンドン、元プロ野球選手
- 1961年 - カール・ハプスブルク＝ロートリンゲン、ハプスブルク＝ロートリンゲン家現当主
- 1961年 - 中井義則、漫画家（ゆでたまご）
- 1961年 - 亀井修三、元陸上競技選手、指導者
- 1964年 - 水城まさひと、4コマ漫画家
- 1966年 - 西澤ヨシノリ、プロボクサー
- 1968年 - 内海光司、俳優（元光GENJI）
- 1969年 - 氷上恭子、声優
- 1969年 - ベン・リベラ、元プロ野球選手
- 1969年 - マニー・アクタ、元プロ野球選手
- 1969年 - イーデン・アトウッド、歌手
- 1970年 - 広田一成、武術選手、俳優
- 1972年 - アマンダ・ピート、俳優
- 1972年 - 宮下直紀、俳優
- 1973年 - 深津絵里、女優
- 1973年 - 高橋郁雄、元プロ野球選手
- 1973年 - 正木蒼二、俳優
- 1974年 - 吉田恭子、ヴァイオリニスト
- 1975年 - 黒田哲史、元プロ野球選手
- 1975年 - 持田真樹、女優、歌手
- 1975年 - 大木彩乃、歌手
- 1975年 - 矢倉克夫、政治家
- 1975年 - ヴェネチアン・スネアズ、ブレイクコアミュージシャン
- 1976年 - 山口貴士、弁護士
- 1976年 - 伊藤憲治、心理カウンセラー
- 1977年 - 松岡昌宏、ミュージシャン、俳優（元TOKIO）
- 1977年 - リック・ガトームソン、元プロ野球選手
- 1977年 - ニコール、歌手、作詞家、作曲家
- 1978年 - 浜口京子、アマチュアレスリング選手
- 1978年 - エミール・ヘスキー、元サッカー選手
- 1978年 - あさみちゆき、歌手
- 1978年 - 松井勝法、漫画家
- 1979年 - ミルコ・デムーロ、騎手
- 1979年 - 小西ゆかり、射撃選手
- 1979年 - 鈴木智晴、声優
- 1980年 - 清木場俊介、歌手（元EXILE）
- 1980年 - マイケル・フォルク、野球選手
- 1980年 - イ・ジヘ、歌手
- 1981年 - 土居龍太郎、元プロ野球選手
- 1981年 - 森泰斗、騎手
- 1981年 - 繁田健一、元騎手、調教師
- 1982年 - デニス・コロディン、サッカー選手
- 1982年 - ソン・イェジン、女優
- 1982年 - SCHON、ミュージシャン（元Naifu）
- 1982年 - 宇田由香、自転車競技選手（+ 2010年）
- 1983年 - 関口まい、女優、タレント
- 1983年 - 本日は晴天なり、お笑い芸人
- 1983年 - 小山田貴雄、元プロ野球選手
- 1983年 - スタニスラフ・ティムチェンコ、フィギュアスケート選手
- 1983年 - エイドリアン・スーティル、レーシングドライバー
- 1984年 - 田代万里生、歌手、声楽家（テノール）、俳優（ESCOLTA）
- 1984年 - 大河内美紗、歌手、タレント（元SDN48）
- 1985年 - Rie fu、シンガーソングライター
- 1985年 - 中嶋一貴、レーシングドライバー
- 1985年 - フランク・モンティエ、野球選手
- 1986年 - 高野苺、漫画家
- 1987年 - 神ユキ、モデル、レースクイーン、グラビアアイドル、AV女優
- 1987年 - 小泉梓、ファッションモデル
- 1987年 - ジェイミー・ヴァーディ、サッカー選手
- 1987年 - キム・ヨングァン、俳優、モデル
- 1988年 - 太田莉菜、タレント
- 1988年 - ジュンジュン、歌手、アイドル（元モーニング娘。）
- 1989年 - 高城樹衣、元タレント
- 1989年 - 杉浦恭平、サッカー選手
- 1989年 - ピーター・ラピース・ラブスカフニ、ラグビー選手
- 1989年 - ソンミ、ファッションモデル
- 1990年 - 山代エンナ、アーティスト
- 1990年 - 窪田翔太、俳優
- 1990年 - 三村敏玄、ボート競技選手
- 1990年 - 座安琴希、バレーボール選手
- 1990年 - ロペス貴子、レースクイーン
- 1991年 - 中島卓也、プロ野球選手
- 1991年 - 一岡竜司、プロ野球選手
- 1992年 - 西平風香、女優
- 1992年 - 松岡絵梨子、アナウンサー
- 1992年 - 福尾誠、体操インストラクター、タレント
- 1992年 - イ・スンフン、アイドル（WINNER）
- 1993年 - リュボーフィ・バキロワ、フィギュアスケート選手
- 1996年 - 草間リチャード敬太、アイドル（Aぇ! group）
- 1996年 - 楓、パフォーマー、ファッションモデル、女優 (Happiness、元E-girls)
- 1996年 - ウリセス・ガルシア、サッカー選手
- 1996年 - 日髙竜太、歌手（BALLISTIK BOYZ from EXILE TRIBE）
- 1998年 - 水本凜、元タレント
- 1998年 - 風戸蘭七、シンガーソングライター、女優
- 1998年 - ムハンマド・シャバン、サッカー選手
- 1999年 - 梅原真子、元子役、元アイドル（元NMB48）
- 1999年 - 栃武蔵陽太、大相撲力士
- 2000年 - イ・チェヨン、アイドル（元IZ*ONE）
- 2000年 - 鈴鹿央士、俳優
- 2000年 - 皆月ひかる、AV女優
- 2001年 - 飛田凜香、陸上競技選手
- 2002年 - 櫻井美羽、アイドル（ME:I）
- 2005年 - 天野きき、グラビアアイドル
- 生年不詳 - C.G mix、ゲーム音楽作曲家、歌手
- 生年不詳 - 和泉風花、声優
- 生年不詳 - 宇乃音亜季、声優
- 生年不詳 - 陰山真寿美、声優
- 生年非公表 - 草柳順子、声優
- 生年不詳 - 真野美月、声優

## 忌日
- 812年 - スタウラキオス、東ローマ帝国皇帝
- 844年 - ミカエル1世ランガベー、東ローマ帝国皇帝
- 953年（天暦6年12月18日） - 平良文、平安時代の武将（* 886年）
- 1055年 - コンスタンティノス9世モノマコス、東ローマ帝国マケドニア王朝皇帝（* 1000年）
- 1068年 - エクベルト1世、マイセン辺境伯
- 1271年（文永7年11月29日） - 二条良実、鎌倉時代の公卿（* 1216年）
- 1290年（正応2年11月29日） - 大休正念、臨済宗の僧（* 1215年）
- 1434年（永享5年12月1日） - 斯波義淳、室町幕府管領、守護大名（* 1397年）
- 1494年 - ドメニコ・ギルランダイオ、画家（* 1449年）
- 1570年 - ジェームズ・ステュアート、スコットランド王族（* 1531年）
- 1660年（万治2年11月29日） - 秋田実季、初代宍戸藩主（* 1576年）
- 1663年（寛文2年12月2日） - 谷衛政、第2代山家藩主（* 1598年）
- 1666年（寛文5年12月6日） - 池田政直、初代福本藩主（* 1634年）
- 1672年（寛文11年12月12日） - 松平輝綱、第2代川越藩主（* 1620年）
- 1673年（寛文12年11月24日） - 松平定政、刈谷藩主（* 1610年）
- 1719年（享保3年11月21日） - 溝口重元、第5代新発田藩主（* 1680年）
- 1753年 - ハンス・スローン、医師、チョコレートミルク飲料レシピ考案者（* 1660年）
- 1755年 - ジョゼフ＝ニコラ＝パンクラス・ロワイエ、作曲家（* 1705年頃）
- 1762年（宝暦11年12月17日） - 喜連川氏連、第7代喜連川藩主（* 1739年）
- 1780年（安永8年12月5日） - 南部利雄、第8代盛岡藩主（* 1724年）
- 1801年 - ドメニコ・チマローザ、作曲家（* 1749年）
- 1818年 - ヨハン・ダビット・ウィース、牧師（* 1743年）
- 1837年 - フランソワ・ジェラール、画家（* 1770年）
- 1843年 - アントワーヌ・ブルノンヴィル（英語版）、バレエダンサー、振付師（* 1760年）
- 1843年 - フランシス・スコット・キー、弁護士、詩人（* 1779年）
- 1869年 - ジョン・ディキンソン、発明家、実業家（* 1782年）
- 1882年 - テオドール・シュワン、生化学者（* 1810年）
- 1886年 - 小野梓、法学者、東京専門学校（現、早稲田大学）創立者のひとり（* 1852年）
- 1891年 - ジョルジュ・オスマン、政治家（* 1809年）
- 1897年 - 英照皇太后、孝明天皇女御（* 1833年）
- 1901年 - ヴァシリー・カリンニコフ、作曲家（* 1866年）
- 1903年 - 奥村左近太、剣術家（* 1842年）
- 1911年 - 堀田正倫、第6代佐倉藩主（* 1851年）
- 1914年 - カール・ヤコブセン（英語版）、ビール醸造家、元カールスバーグCEO（* 1842年）
- 1916年 - 高島鞆之助、枢密顧問官、元陸軍大臣（* 1844年）
- 1920年 - 片岡七郎、海軍大将、男爵（* 1854年）
- 1923年 - コンスタンティノス1世、ギリシャ国王（* 1868年）
- 1924年 - 髙見山酉之助、大相撲力士、関脇（* 1873年）
- 1928年 - トーマス・ハーディ、小説家（* 1840年）
- 1929年 - エルフリーダ・アンドレー、オルガニスト、指揮者、作曲家（* 1841年）
- 1936年 - 生田長江、評論家（* 1882年）
- 1941年 - エマーヌエール・ラスカー、チェス選手（* 1868年）
- 1944年 - ジョン・W・クリスティー、技術者（* 1865年）
- 1944年 - ガレアッツォ・チャーノ、ムッソリーニ時代のイタリア外相（* 1903年）
- 1952年 - 藤井健次郎、植物学者（* 1866年）
- 1954年 - オスカー・シュトラウス、作曲家（* 1870年）
- 1955年 - ジョン・マーシャル・スレイトン、元ジョージア州知事（* 1866年）
- 1956年 - リオネル・ファイニンガー、画家（* 1871年）
- 1956年 - 石田一松、演歌歌手、作詞家、作曲家、お笑いタレント、衆議院議員（* 1903年）
- 1958年 - エドナ・パーヴァイアンス、女優（* 1895年）
- 1959年 - 張景恵、満州国国務総理（* 1871年）
- 1960年 - 上中啓三、化学者、薬剤師（* 1876年）
- 1965年 - ウォーリー・ピップ、プロ野球選手（* 1893年）
- 1966年 - アルベルト・ジャコメッティ、彫刻家（* 1901年）
- 1966年 - ハンネス・コーレマイネン、陸上競技選手（* 1889年）
- 1968年 - シェレシュ・レジェー、ピアニスト、作曲家（* 1899年）
- 1971年 - 喜多六平太、能役者（* 1874年）
- 1974年 - 山本有三、小説家（* 1887年）
- 1980年 - 井桁貞敏、ロシア語学者（* 1907年）
- 1982年 - 堀越二郎、航空技術者（* 1903年）
- 1982年 - 初代松本白鸚、歌舞伎役者（* 1910年）
- 1984年 - 安藤楢六、実業家、元小田急電鉄社長、元小田急百貨店社長（* 1900年）
- 1986年 - 上村一夫、漫画家（* 1940年）
- 1988年 - イジドール・イザーク・ラービ、物理学者（* 1898年）
- 1988年 - 藤井精一、政治家、元群馬県前橋市長（* 1914年）
- 1989年 - 山崎平八郎、農林官僚、政治家（* 1911年）
- 1989年 - 古川喜一、政治家（* 1915年）
- 1990年 - 楢橋進、政治家（* 1934年）
- 1991年 - カール・アンダーソン、物理学者（* 1905年）
- 1991年 - 松山英太郎、俳優（* 1942年）
- 1992年 - 丹羽正治、実業家、元松下電工社長（* 1911年）
- 1992年 - 森光明、実業家、第3代オリエンタルランド社長（* 1923年）
- 1992年 - 栃葉山暁輝、元大相撲力士（* 1946年）
- 1996年 - 松井源吾、建築構造技術者（* 1920年）
- 1996年 - 村上三郎、芸術家（* 1925年）
- 1997年 - ニム・ウェールズ、ジャーナリスト（* 1907年）
- 1997年 - 前田豊、バレーボール選手、指導者（* 1915年）
- 1998年 - クラウス・テンシュテット、指揮者（* 1926年）
- 1998年 - 矢代静一、脚本家（* 1927年）
- 1999年 - 犬塚堯、詩人（* 1924年）
- 1999年 - 五十嵐通夫、テレビプロデューサー、C.A.L専務取締役（* 1937年または1938年）
- 2000年 - ボブ・レモン、元プロ野球選手、監督（* 1920年）
- 2001年 - 福島幸雄、アナウンサー（* 1928年）
- 2001年 - ルイス・クラージェス、実業家、元レーシングドライバー（* 1949年）
- 2002年 - 坂崎利一、細菌学者（* 1920年）
- 2002年 - アンリ・ヴェルヌイユ、映画監督、脚本家（* 1920年）
- 2003年 - 澤蘭子、女優（* 1903年）
- 2003年 - モーリス・ピアラ、映画監督（* 1925年）
- 2003年 - 佐古正人、俳優、声優（* 1946年）
- 2004年 - 庭野正之助、実業家、元日本鉱業（現ENEOSホールディングス）社長（* 1914年）
- 2004年 - 渡辺広康、実業家、元東京佐川急便社長（* 1934年）
- 2005年 - 加藤卓男、陶芸家（* 1917年）
- 2005年 - 佐藤三吾、政治家（* 1929年）
- 2005年 - ファブリツィオ・メオーニ、オフロードバイクレーサー（* 1957年）
- 2007年 - ドナルド・オスターブロック、天文学者（* 1924年）
- 2007年 - ロバート・アントン・ウィルスン、小説家（* 1932年）
- 2008年 - 藤倉修一、アナウンサー（* 1914年）
- 2008年 - エドモンド・ヒラリー、登山家（* 1919年）
- 2008年 - 牧野隆守、元労働大臣（* 1926年）
- 2008年 - 長倉久子、キリスト教神学者、南山大学名誉教授（* 1940年）
- 2008年 - 小野修一、将棋棋士（* 1958年）
- 2009年 - 福田繁雄、グラフィックデザイナー、 三代目日本グラフィックデザイナー協会会長（* 1932年）
- 2009年 - 中西立太、イラストレーター、画家（* 1934年）
- 2009年 - 須藤真宏、ボウリング選手（* 1971年）
- 2010年 - ヘルミーネ・ザントロシェッツ（ミープ・ヒース）、諸国民の中の正義の人（* 1909年）
- 2010年 - エリック・ロメール、映画監督（* 1920年）
- 2010年 - ジュリエット・アンダーソン、ポルノ女優（* 1938年）
- 2011年 - 原口幸三、陸上競技選手（* 1910年）
- 2011年 - 駒野昇、政治家、初代埼玉県日高市長（* 1921年）
- 2011年 - 宮坂宥勝、真言宗智山派管長、仏教学者、名古屋大学名誉教授（* 1921年）
- 2011年 - 唄孝一、民法学者、旧・東京都立大学名誉教授（* 1924年）
- 2011年 - 大村節二、実業家、元明石レッドソルジャーズ球団代表（* 1936年または1937年）
- 2012年 - モスタファ・アフマディローシャン、原子物理学者（* 1979年または1980年）
- 2013年 - グエン・カーン、軍人、政治家、元ベトナム共和国（南ベトナム）大統領・首相（* 1927年）
- 2013年 - 原哲男、コメディアン、俳優（* 1934年）
- 2013年 - アーロン・スワーツ、プログラマー、ライター、インターネットハクティビスト（* 1986年）
- 2014年 - アリエル・シャロン、軍事、政治家、元イスラエル首相（* 1928年）
- 2014年 - 淡路恵子、女優（* 1933年）
- 2014年 - 蔡同栄、政治家、台湾独立運動家（* 1935年）
- 2015年 - アニタ・エクバーグ、女優（* 1931年）
- 2016年 - モンテ・アーヴィン、野球選手（* 1919年）
- 2016年 - はやし・こば、作曲家、編曲家（* 1935年）
- 2016年 - デヴィッド・マーギュリーズ、俳優（* 1937年）
- 2017年 - 菱川文博、官僚、実業家、元コナミ工業会長（* 1925年）
- 2017年 - 穂積秀一、プロボクサー、第3代日本ライトフライ級王座、第31代日本フライ級王座（* 1959年）
- 2018年 - 幡谷祐一、実業家、元茨城トヨペット社長、元全国信用協同組合連合会会長（* 1923年）
- 2018年 - 岩男寿美子、心理学者、慶應義塾大学名誉教授（* 1935年）
- 2018年 - 安筆花、元日本国籍の朝鮮民主主義人民共和国公民（* 1938年）
- 2019年 - マイケル・アティヤ、数学者、元英国王立協会会長（* 1929年）
- 2019年 - ビョルゲ・シャールレーン、フィギュアスケート選手（* 1933年）
- 2020年 - 数原洋二、実業家、元三菱鉛筆社長（* 1921年）
- 2020年 - 田畑猛雄、俳優（* 1938年）
- 2020年 - ラ・パルカ（2代目）、プロレスラー（* 1966年）
- 2021年 - 中地シゲヨ、教育者、スーパーセンテナリアン（* 1905年）
- 2021年 - 内田貞夫、実業家、元三共代表取締役副社長（* 1933年）
- 2021年 - シェルドン・アデルソン、実業家、ラスベガス・サンズCEO（* 1933年）
- 2021年 - テツオ・ナジタ、歴史学者、シカゴ大学名誉教授（* 1936年）
- 2021年 - 高橋勝六[12]、化学工学者、名古屋大学名誉教授（* 1941年または1942年）
- 2021年 - ギ・オーフレイ、柔道家（* 1945年）
- 2021年 - ダヴィド・ハハレイシヴィリ、柔道家、総合格闘家（* 1971年）
- 2022年 - フランシス・ジャクソン、作曲家、オルガニスト（* 1917年）
- 2022年 - 瀬野精一郎、歴史学者、早稲田大学名誉教授（* 1931年）
- 2022年 - クライド・ベルコート、ネイティブアメリカン人権活動家（* 1936年）
- 2022年 - 佐倉輝美、プロレスラー（* 1938年）
- 2022年 - 花村多賀至、俳優、コメディアン（* 1939年）
- 2022年 - ダヴィド・サッソリ、政治家、ジャーナリスト、第32代欧州議会議長（* 1956年）
- 2022年 - アフメト・ユルマズ・チャルク、サッカー選手（* 1994年）
- 2023年 - ラフィク・ニシャノフ、政治家、元ウズベキスタン共産党第一書記（* 1926年）
- 2023年 - モルタザ・ラヒモフ、政治家、バシコルトスタン共和国初代大統領（* 1934年）
- 2023年 - 鈴木邦男、政治活動家、文筆家、一水会名誉顧問（* 1943年）
- 2023年 - 高橋幸宏、ミュージシャン（* 1952年）
- 2023年 - 鏑木蓮、小説家（* 1961年）
- 2023年 - タチアナ・パティッツ、スーパーモデル（* 1966年）
- 2024年 - ユーリー・ソローミン、俳優、芸術監督、元ロシア・ソビエト連邦社会主義共和国文化相（* 1935年）
- 2024年 - クラウス・ベッカー、オーボエ奏者（* 1953年）
- 2024年 - 小金沢昇司、演歌歌手（* 1958年）
- 2024年 - ゴンザーロ・リラ、ジャーナリスト、小説家、映画監督、ブロガー（* 1968年）
- 2025年 - 三浦洸一、歌手（* 1928年）

## 記念日・年中行事
- 成人の日（ 日本）※1月第2月曜日（2010年、2016年、2021年など）
- 鏡開き（ 日本）
正月に年神様に供えた鏡餅を雑煮や汁粉にして食べ、一家の円満を願う行事。地方によって日が違い、京都では4日に、ほかに20日に行う地方もある。
- 蔵開き（ 日本）
商家などで、新年初めて蔵を開き、商売繁盛を祈る行事。江戸時代、大名が行った米蔵を開く儀式がその起源とされる。

- 塩の日（ 日本）
「敵に塩を送る」という言葉の語源となった戦国時代の武将、上杉謙信と武田信玄の故事に由来する。永禄11年1月11日、（新暦1568年2月8日）、上杉謙信の助けにより武田信玄のもとに塩が届いたという。
- いせさき初市（ 日本）
群馬県伊勢崎市で毎年1月11日に開催される。1887年（明治20年）に開催された伊勢崎のだるま市が名称を変え、新春恒例の伝統行事として定着した。中心街の通り沿いに開運だるまが並ぶほか、上州焼き饅祭や地元商店街による初市協賛大売り出し、猿まわしなど、共催イベントも多数行われる。

- アスパラガスビスケットの日（ 日本）
株式会社ギンビスが2018年12月に制定。アスパラガスビスケットの形状を想起させる日付であることから[13]。